# Hessischer Städte- und Gemeindebund

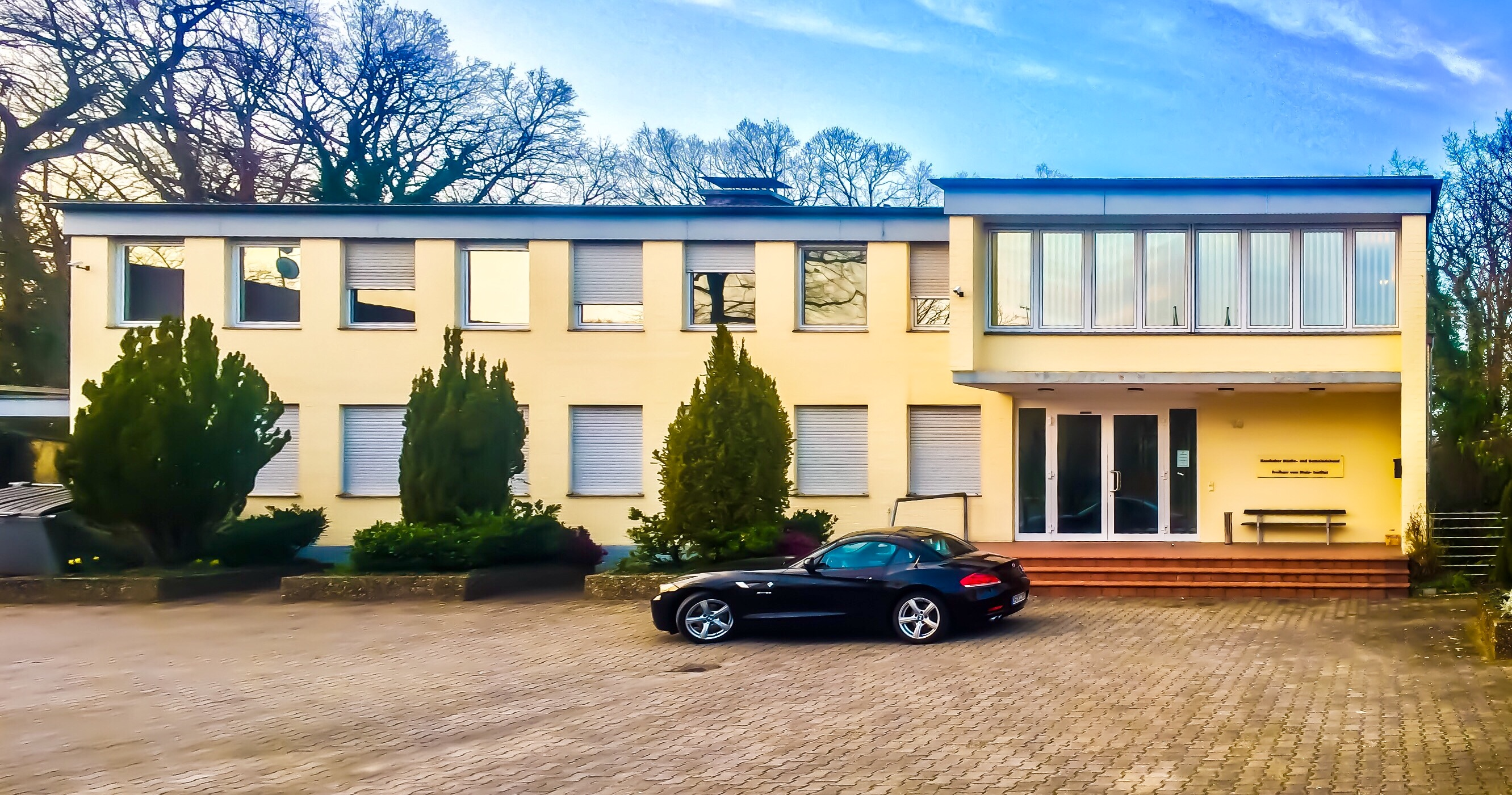
Sitz des Hessischen Städte- und Gemeindebunds

Hessischer Städte- und Gemeindebund e. V. (kurz: HSGB) ist seit 1946 die Spitzenorganisation der kreisangehörigen Gemeinden in Hessen. Dem HSGB gehören 399 hessische Städte und Gemeinden sowie mehr als 120 Körperschaften des öffentlichen Rechts, zum Beispiel Verbände, an (Stand Januar 2023).
Matthias Baaß ist Präsident des HSGB; Geschäftsführer sind Harald Semler, Johannes Heger und David Rauber. Der Sitz des Verbandes ist in Mühlheim am Main.

## Aufgaben
Der Verband bietet seinen Mitgliedern Rechtsberatung und Rechtsvertretung.
Organe sind die Mitgliederversammlung, das Präsidium und der Hauptausschuss. Er gliedert sich geografisch in Kreisversammlungen mit eigenen Kreisvorsitzenden und thematisch in Fachausschüsse:
- Recht, Verfassung und Personal
- Finanzen, Wirtschaft und Digitales
- Raumordnung, Strukturförderung, Bau- und Wohnungsfragen
- Soziales, Kultur und Sport
- Umwelt, Landwirtschaft und Forsten
- Touristik

### Mitwirkung auf Landesebene
Der Hessische Städte- und Gemeindebund ist einer von drei kommunalen Spitzenverbänden in Hessen. Die anderen sind der Hessische Städtetag und der Hessische Landkreistag. Gemäß § 147 HGO sind diese kommunalen Spitzenverbände bei der Vorbereitung von Rechtsvorschriften des Landes, durch die die Belange der Gemeinden und Gemeindeverbände berührt werden zu beteiligen. Details regelt das Gesetz über die Sicherung der kommunalen Selbstverwaltung.

## Freiherr vom Stein-Institut
Der Verband bietet ein umfassendes kommunales Fortbildungsangebot über sein Freiherr vom Stein-Institut an. Das Institut organisiert ca. zwanzig Lehrgänge im Frühjahr und ca. zwanzig Lehrgänge im Herbst, wobei diese überwiegend durch eigene Referenten des HSGB gestaltet werden. Die Fortbildungsveranstaltungen richten sich an Bürgermeister, kommunale Mandatsträger, Gemeindevorstände und Magistratsmitglieder. Des Weiteren werden Seminare für Amtsleiter und Verwaltungsmitarbeiter angeboten. Das Programm des Institutes wird ergänzt durch Tagesseminare zu aktuellen kommunalpolitischen Fragen.
Das Freiherr vom Stein-Institut, das bereits im Jahr 1950 gegründet wurde, leistet staatsbürgerliche Bildungsarbeit, vermittelt Grundlagen der demokratischen Kommunalverfassung und Selbstverwaltung und gibt Hilfestellungen bei wichtigen Fragen aus der Kommunalpraxis.

## Publikationen
Der Verband gibt monatlich die Hessische Städte- und Gemeindezeitung (HSGZ) heraus.